# 타인 위어 더비

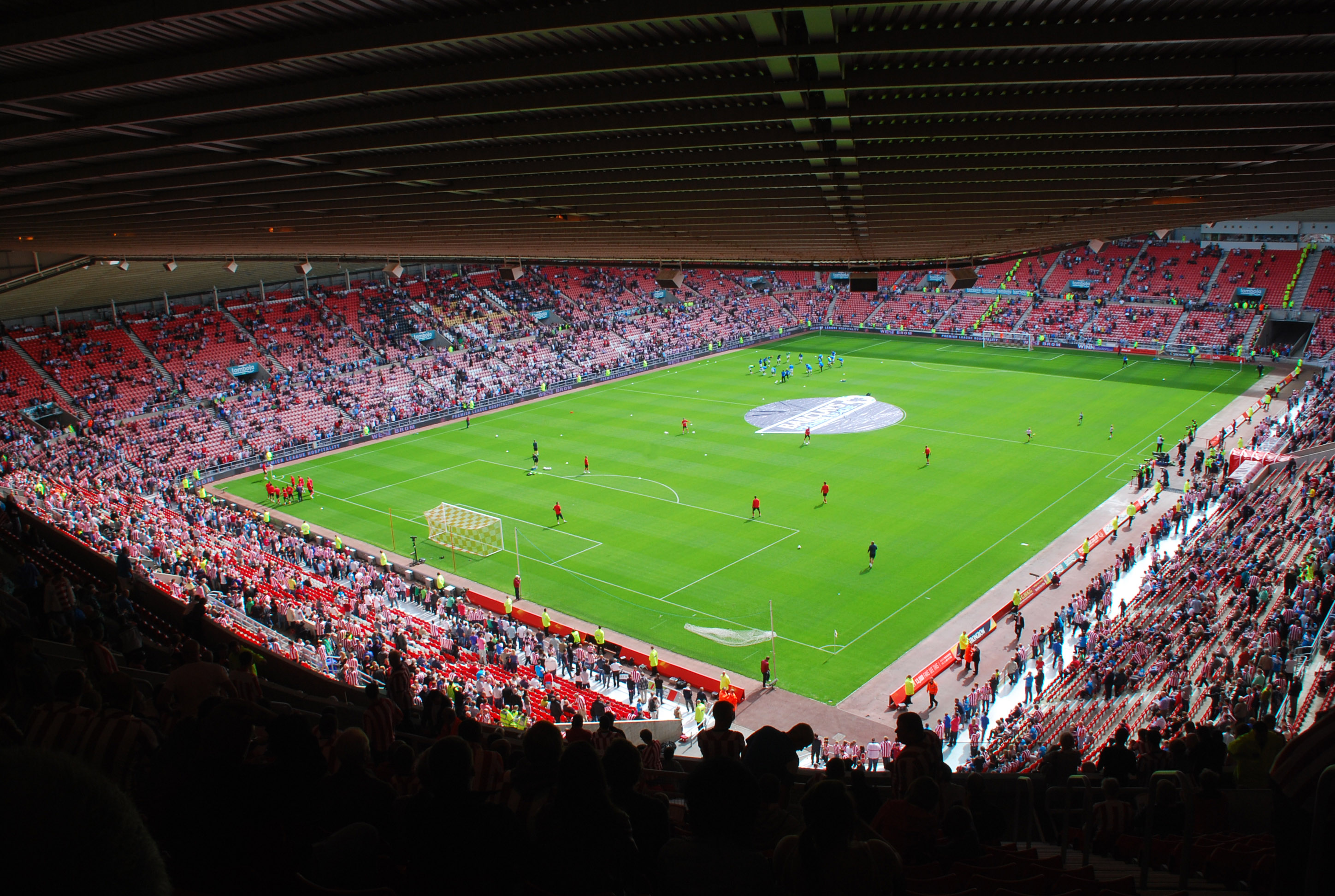
2011년 8월 20일 스타디움 오브 라이트에서 경기를 앞두고 있는 모습

타인 위어 더비(Tyne–Wear derby)는 잉글랜드의 타인 위어 주를 연고로 하는 축구 팀인 뉴캐슬 유나이티드와 선덜랜드의 지역 간 라이벌 경기를 뜻한다. 양 클럽은 불과 12마일 떨어져있으며, 처음 격돌한 것은 1883년 FA컵에서이다. 현재 양 팀의 상대 전적은 2020년 8월 21일을 기준으로 선덜랜드가 54승, 뉴캐슬 유나이티드가 53승, 무승부가 49번으로 선덜랜드가 우위에 있다. 가장 최근의 경기에서 양팀은 데포와 미트로비치가 한골씩 넣어 비겼다

## 경기 결과 요약
|            | 뉴캐슬 승 | 선덜랜드 승 | 0무0 | 뉴캐슬 득점 | 선덜랜드 득점 |
| ---------- | --------- | ----------- | ---- | ----------- | ------------- |
| 리그       | 53        | 54          | 49   | 206         | 192           |
| FA컵       | 2         | 3           | 3    | 8           | 11            |
| 리그컵     | 0         | 0           | 2    | 4           | 4             |
| 플레이오프 | 0         | 1           | 1    | 0           | 2             |
| 계         | 55        | 58          | 55   | 218         | 209           |

## 최다 득점 차 승리
- 선덜랜드 9-1: (원정) 1908년 12월 5일
- 뉴캐슬 유나이티드 6–1: (홈) 1920년 10월 9일, (원정) 1955년 12월 26일

## 최다연승
뉴캐슬 유나이티드
5회: 2002년 2월 24일 ~ 2006년 4월 17일
선덜랜드
3회: 1904년 12월 24일 ~ 1905년 9월 2일

## 최다연속 무승부
4회: 1985년 4월 8일 ~ 1990년 5월 13일

## 최다 출전 선수
| 클럽     | 선수        | 리그 | 컵 | 계 |
| -------- | ----------- | ---- | -- | -- |
| 뉴캐슬   | 지미 로렌스 | 22   | 5  | 27 |
| 선덜랜드 | 조지 홀리   | 17   | 5  | 22 |

## 최다 득점 선수
| 클럽     | 선수      | 리그 | 컵 | 계 |
| -------- | --------- | ---- | -- | -- |
| 뉴캐슬   | 재키 밀번 | 9    | 2  | 11 |
| 선덜랜드 | 조지 홀리 | 13   | 2  | 15 |

## 관중수

### 최다 관중
| 장소     | 관중 수  | 스코어                         | 날짜   |
| -------- | -------- | ------------------------------ | ------ |
| 뉴캐슬   | 70,000명 | 뉴캐슬 유나이티드 ?-? 선덜랜드 | 1901년 |
| 선덜랜드 | 66,654명 | 선덜랜드 2–2 뉴캐슬 유나이티드 | 1954년 |

### 최저 관중
| 장소     | 관중 수  | 스코어                         | 날짜   |
| -------- | -------- | ------------------------------ | ------ |
| 뉴캐슬   | 17,494명 | 뉴캐슬 유나이티드 0–2 선덜랜드 | 1900년 |
| 선덜랜드 | 5,000명  | 선덜랜드 2–0 뉴캐슬 유나이티드 | 1888년 |

## 같이 보기
- 타인 티스 더비